# Wii로 다함께!
Wii로 다함께!는 대원방송에 소속된 애니원, 애니박스 또는 CJ미디어 계열의 만화채널인 챔프TV에서 방영된 프로그램이다. 진행자는 웃찾사의 개그맨 윤진영, 대원방송의 전속성우이자 MC인 로즈나비가 진행한다, 방송 내용은 가족 VS 가족 간의 Wii 배틀대결을 하는 내용으로 이뤄져 있다.

## 방영 시간
- 챔프:목요일 밤 9시, 일요일 밤 10시
- 애니원:금요일 오후 1시, 밤 9시 30분, 토요일 밤 9시 30분
- 애니박스:금요일 오후 1시 30분, 밤 8시

## 출연팀
- 1회- 개그맨 가족(김진곤) vs 개그맨 가족(박상철)
- 2회- 아역배우 가족(김민하) vs 아역배우 가족(박종빈)
- 3회- 고전무용 가족 vs 비보이 가족
- 4회- 성우 가족 vs 성우 가족
- 5회- 에어로빅 가족 vs 밸리댄스 가족
- 6회- 프로게이머 가족 vs 닌텐도 개발사 가족
- 7회- 쌍둥이 가족 vs 쌍둥이 가족
- 8회- 여자 미용사 가족 vs 남자 미용사 가족
- 9회- 보디빌더 가족 vs 보디빌더 가족
- 10회- 성악 가족 vs 판소리 가족
- 11회- 일반 가족(신청팀) vs 일반 가족(신청팀)
- 12회- 일반 가족(딸 형제) vs 일반 가족(아들형제)